# Economia pianificata

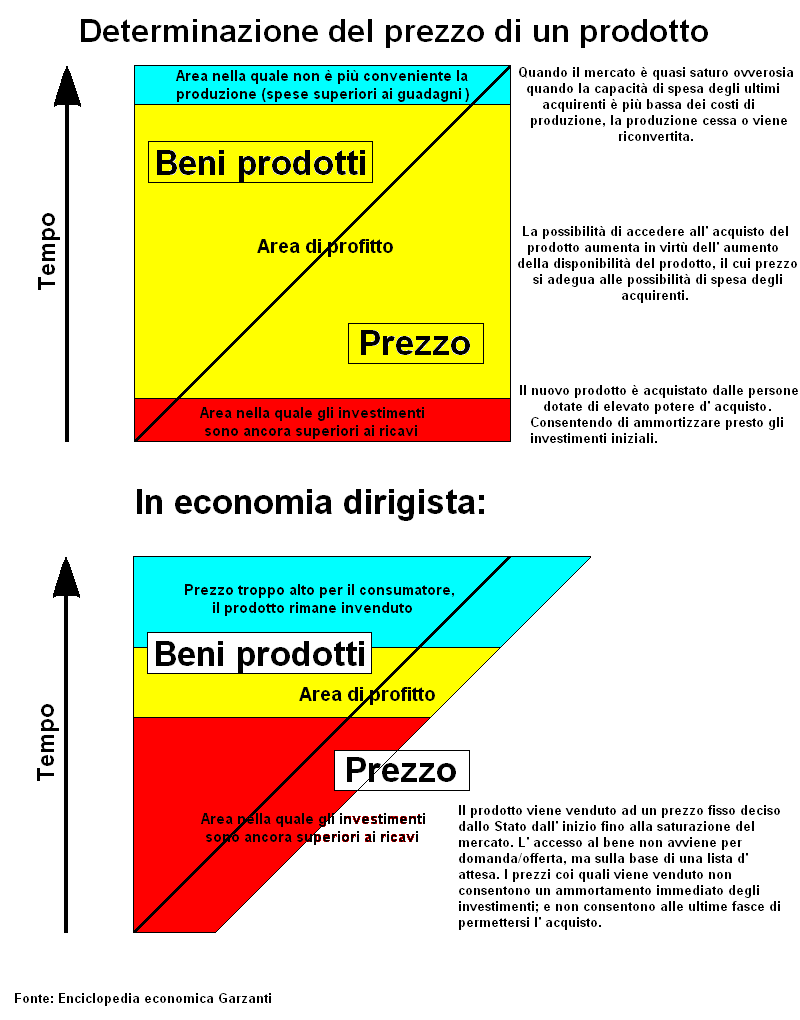
Diagramma di paragone tra la determinazione dei prezzi nelle economie capitalista e dirigista (pianificata)

Un'economia pianificata è un sistema economico in cui gli investimenti, la produzione e l'allocazione dei beni capitali avvengono secondo piani economici e di produzione. Un'economia pianificata può utilizzare forme di pianificazione economica centralizzata o di comando, decentrata e partecipativa. Il livello di centralizzazione o decentramento nel processo decisionale e nella partecipazione dipende dal tipo specifico di meccanismo di pianificazione impiegato. Non prevede la libera iniziativa privata, se non in misura ridotta (impresa familiare, liberi professionisti, ecc.)
Le economie pianificate contrastano con le economie di mercato, basate su un approccio laissez-faire che evita qualsiasi tentativo di guida dell'economia e si affida alle forze di mercato per determinare la velocità, la direzione e la natura dello sviluppo economico. I sostenitori dell'economia pianificata affermano che tali pratiche liberiste portino ad un'economia instabile con crisi cicliche e ampie fluttuazioni di output, ad un'iniqua distribuzione delle risorse e del denaro e ai monopoli privati. Ritengono inoltre che i prezzi generati dalla domanda e l'offerta sul mercato riflettano soltanto i costi privati e non quelli sociali.
L'economia pianificata differisce dal dirigismo poiché quest'ultimo prevede l'intervento statale all'interno del libero mercato tramite incentivi e finanziamenti per raggiungere determinati obiettivi, senza la proprietà pubblica dei mezzi di produzione e senza il controllo totale dell'economia. Tuttavia, anche i sistemi economici basati sul mercato possono dare vita a sistemi economici - sia pure meno invasivi, di solito - gestiti secondo le regole della pianificazione. Questo può accadere in periodi di guerra (economia di guerra) o crisi, ma anche in periodi normali, nei quali tuttavia l'esigenza di trasformare rapidamente un'economia, perseguendo obiettivi di crescita di talune variabili macroeconomiche (reddito, consumi, esportazioni, investimenti), ha spinto gli stati a usare leggi e risorse a tali fini.
Sebbene il socialismo non sia equivalente alla pianificazione economica o al concetto di economia pianificata, una concezione influente del socialismo implica la sostituzione dei mercati dei capitali con una qualche forma di pianificazione economica al fine di ottenere un coordinamento ex ante dell'economia. L'obiettivo di un tale sistema economico sarebbe quello di ottenere un controllo consapevole sull'economia da parte della popolazione, in particolare in modo che l'uso del prodotto in eccesso sia controllato dai produttori. Le forme specifiche di pianificazione proposte per il socialismo e la loro fattibilità sono oggetto del dibattito sul calcolo socialista.
Approcci più recenti alla pianificazione e allocazione socialista sono stati avanzati da alcuni economisti e scienziati informatici che hanno proposto meccanismi di pianificazione basati sui progressi dell'informatica.

## Storia
Nel mondo ellenistico e post-ellenistico, "la pianificazione statale obbligatoria era la condizione commerciale più caratteristica per la campagna egiziana, per l'India ellenistica e, in misura minore, per le regioni più barbare dell'Impero seleucide, del Regno di Pergamo, dell'Arabia meridionale e dell'Impero partico".
Gli studiosi hanno sostenuto che l'economia inca era un tipo flessibile di economia di comando, incentrata sul movimento e sull'utilizzo del lavoro anziché delle merci. Alcuni mercantilisti la ritengono invece un'economia pianificata.

### XIX secolo
L'idea dell'economia pianificata venne proposta per la prima volta dai teorici del socialismo utopico, in particolare dai seguaci del filosofo francese Henri de Saint-Simon.
Nel Il Capitale, l'economista e filosofo Karl Marx fece riferimento ai produttori che regolano la loro produzione secondo un piano prestabilito, alla società organizzata come un’associazione consapevole e organica che fissa una relazione diretta tra le quantità di tempo di lavoro sociale impiegate nella produzione dei singoli prodotti e l’entità del bisogno sociale di ciascuno di essi, ma non offrì una forma specifica di come dovesse essere un'economia pianificata. Per scongiurare le crisi economiche cicliche causate dal libero mercato, Friedrich Engels propose in Principi del comunismo (1848) un nuovo ordinamento della società dove la produzione industriale avrebbe dovuto essere guidata da tutta la società secondo un determinato piano. Nell'Anti-Dühring, Engels affermò che, con la rivoluzione proletaria e il possesso dei mezzi di produzione da parte della società, l'anarchia all'interno della produzione sociale sarebbe stata sostituita dall'organizzazione cosciente secondo un piano.
L'economista lettone Kārlis Balodis propose nel trattato Lo Stato futuro (1898) un'economia basata sulla pianificazione razionale su basi scientifiche, attuabile con l'acquisto dei mezzi di produzione privati da parte dello Stato e la realizzazione di una "linea d'assemblaggio" su larga scala di aziende statali.

### XX Secolo
Il primo programma del Partito Operaio Socialdemocratico Russo del 1903 proclamava il compito della rivoluzione proletaria come "l'introduzione di un'organizzazione pianificata del processo socio-produttivo" sulla base della sostituzione della proprietà privata con quella pubblica.
Nei suoi primi scritti, il rivoluzionario comunista Lenin paragonò la pianificazione con l'efficienza e affermò che la necessità della pianificazione risultava dalla natura della tecnologia moderna applicata nell'industria su larga scala. Secondo Lenin, una singola azienda capitalista non poteva mai avere informazioni certe sull'andamento del mercato (definito come caotico e anarchico) per anticipare la domanda dei suoi prodotti, portando quindi ad un'allocazione sbagliata dei prodotti e al mancato soddisfacimento dei bisogni dei consumatori.
Nella Russia sovietica, l'economia pianificata si è evoluta sulla scia di una continua economia di guerra esistente nella prima guerra mondiale e di altre politiche, riunite sotto il nome di "comunismo di guerra" (1918-1921), modellate sui requisiti della guerra civile russa del 1917-1923. Queste politiche iniziarono nel 1921 ad essere consolidate sotto la guida del Gosplan. Dopo il periodo della Nuova politica economica (1921-1928), la neonata Unione Sovietica divenne il primo Stato al mondo ad aver introdotto un'economia pianificata su vasta scala.
Con la crisi del liberalismo verificatasi prima e dopo la prima guerra mondiale e durante la Grande depressione del 1929, l'economia liberista fu messa in discussione. Durante gli anni trenta e quaranta, negli Stati Uniti e in Europa si diffusero movimenti tecnocratici che auspicavano il passaggio della direzione dell'economia dagli economisti a ingegneri o scienziati.
Durante la guerra civile spagnola, si ebbe una certa partecipazione decentrata alla pianificazione economica in tutta la Spagna repubblicana, in particolare in Catalogna. Alcune aree in cui era estesa l'influenza socialista anarchica e libertaria attraverso la CNT e l'UGT, in particolare le regioni rurali, furono gestite sulla base di una pianificazione decentrata che ricordava i principi stabiliti dall'anarco-sindacalista Diego Abad de Santillán nel libro Dopo la rivoluzione.
Dopo la seconda guerra mondiale, la Cina di Mao Zedong e gli Stati socialisti del blocco orientale avevano un'economia pianificata basata sul modello dell'Unione Sovietica, con governi che vincolavano le scelte di gran parte (o dell'intero) sistema economico, stabilendo di quali e quante risorse dovessero disporre le singole unità produttive, cosa dovessero produrre e come dovessero impiegare i beni e i servizi prodotti. La Repubblica Socialista Federale di Jugoslavia aveva adottato il sistema di autogestione dei lavoratori ed un certo grado di socialismo di mercato. Con Deng Xiaoping, la Cina adottò negli anni ottanta un sistema ibrido pianificazione-mercato divenuto noto come economia socialista di mercato.
Dopo la caduta del blocco orientale e la dissoluzione dell'URSS, gli Stati socialisti hanno introdotto riforme economiche molto simili a quelle cinesi, ad eccezione della Corea del Nord.

## Tipologie

### Pianificazione centrale
In un'economia pianificata centralmente, gli organi statali pianificano completamente l'assortimento e i volumi di produzione di tutti i beni e servizi, regolano i prezzi di tutti i prodotti e l'importo di tutti i salari. Il governo pianifica l'output di ciascuna industria, le tecniche usate, nonché il lavoro e le altre risorse necessarie alla produzione. Pianifica la distribuzione dell'output tra i consumatori in base ai suoi obiettivi e può distribuire i beni in base ai bisogni o può favorire chi produce di più, fornendo in tal modo incentivi.
Tale modello economico è organizzato secondo un modello amministrativo piramidale dove un'autorità centrale prende le decisioni relative ai requisiti di investimento e produzione con pochi input dai livelli inferiori.
I vantaggi avanzati da economisti socialisti e marxisti sono:
- Il governo può sfruttare la terra, il lavoro e il capitale per servire gli obiettivi economici dello Stato. La domanda dei consumatori può essere contenuta a favore di maggiori investimenti di capitale per lo sviluppo economico secondo uno schema desiderato.
- Lo Stato ha una visione globale dell'economia e di conseguenza può dirigere le risorse nazionali in base agli specifici obiettivi del Paese. Può per esempio concentrare tutte le risorse per la produzione di determinati prodotti, che può essere importante in una situazione di crisi
- La destinazione di ingenti risorse verso gli investimenti produttivi genera elevati tassi di crescita.
- Un'accorta allocazione del lavoro in base alle esigenze produttive e alle abilità dei lavoratori consente di evitare elevati tassi di disoccupazione.
- Il reddito nazionale può essere distribuito più equamente oppure in base ai bisogni individuali.
- Lo Stato può iniziare subito a costruire massicce industrie pesanti in un'economia sottosviluppata senza che il capitale si accumuli attraverso l'espansione dell'industria leggera e senza fare affidamento sui finanziamenti esterni. Questo è ciò che accadde in Unione Sovietica negli anni trenta, quando il governo ridusse dall'80% al 50% la quota del reddito nazionale lordo destinato ai consumi privati. Come risultato di questo sviluppo, l'Unione Sovietica registrò una crescita massiccia nell'industria pesante, con una concomitante massiccia contrazione del settore agricolo a causa della carenza di manodopera.[26]
- La pianificazione può garantire virtualmente una crescita stabile dell'economia senza subire crisi.[15] Vi è la possibilità di subire in modo assai limitato gli effetti del ciclo economico. La domanda intermedia è infatti determinata dal sistema di pianificazione.
- I costi di produzione sono ridotti grazie alle economie di scala.
- Le ripercussioni sociali del processo di produzione e consumo (ad esempio gli effetti sull'ambiente) possono essere ridotte, a patto che lo Stato sia in grado di prevederle e valutarle correttamente.

Nei confronti internazionali, gli Stati socialisti si confrontavano favorevolmente con gli Stati capitalisti per quanto riguarda gli indicatori di salute come la mortalità infantile e l'aspettativa di vita. Tuttavia, almeno per quanto riguarda la mortalità infantile, ciò variava a seconda che fossero utilizzate le statistiche ufficiali secondo i criteri degli Stati o le definizioni dell'Organizzazione mondiale della sanità. Nella Cina socialista di Mao Zedong, la crescita dell'aspettativa di vita tra il 1950 e il 1980 si colloca tra gli aumenti più rapidi e sostenuti nella storia globale documentata.

#### Tipo sovietico

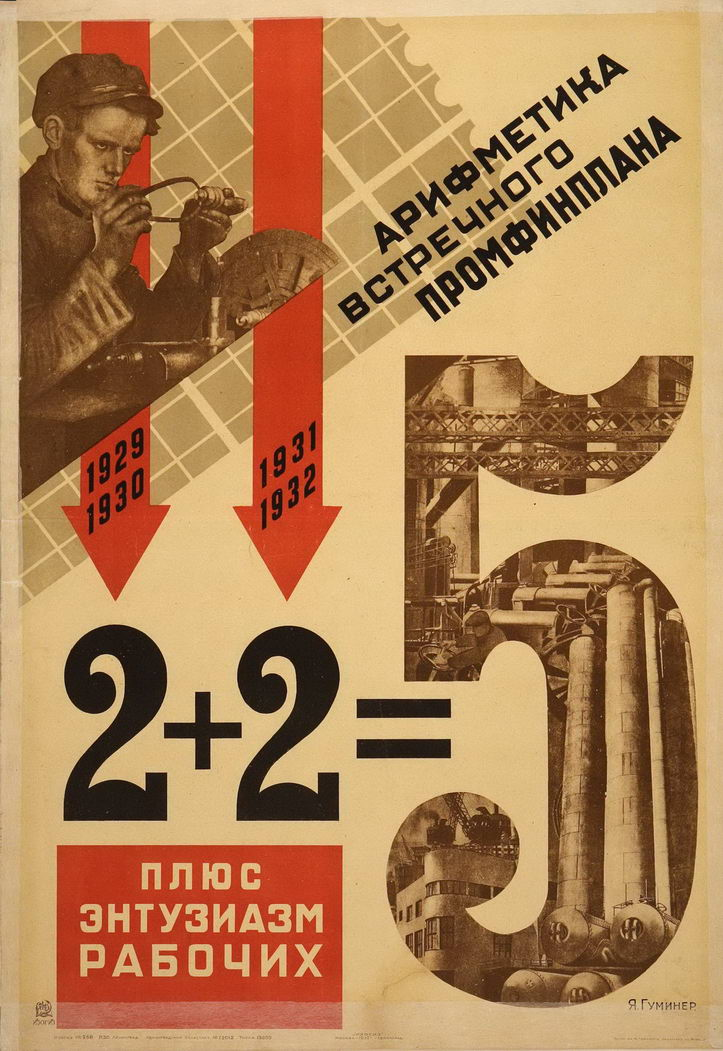
Manifesto di propaganda del 1931 per il primo piano quinquennale.

La pianificazione centrale di tipo sovietico è stata la prima forma di economia pianificata ad essere attuata su vasta scala. Secondo tale modello, lo Stato possedeva i mezzi di produzione in rappresentanza del popolo, controllava il processo economico, coordinava le forze produttive, organizzava e regolava la produzione, la distribuzione e lo scambio di beni materiali. L'organo statale adibito alla pianificazione economica era il Comitato statale per la pianificazione (Gosplan) ed agiva sotto la guida del Partito Comunista dell'Unione Sovietica.
Si basava sull'impiego delle leggi economiche del socialismo, della teoria marxista-leninista della riproduzione socialista estesa e dei bilanci materiali. I piani redatti dal Gosplan avevano forza di legge e potevano essere a lungo termine (10-15 anni), a medio termine o quinquennali (5 anni), a breve termine (da un mese a un anno). Nei piani erano presenti quote di produzione e distribuzione fissate (tuttavia emendabili in circostanze eccezionali) e calcolate in base a degli indicatori economici raccolti dalle agenzie governative.
Gli storici hanno associato le economie pianificate agli stati marxisti-leninisti e al modello economico sovietico. Negli anni ottanta, fu riconosciuto che il modello economico sovietico non costituiva effettivamente un'economia pianificata in quanto un piano completo e vincolante non guidava la produzione e gli investimenti.

### Pianificazione decentrata
Un'economia pianificata decentrata, talvolta chiamata economia pianificata orizzontalmente per la sua orizzontalità, è un tipo di economia pianificata in cui l'investimento e l'allocazione di beni di consumo e capitali avviene secondo un piano a livello economico costruito e coordinato operativamente attraverso una rete distribuita di diversi agenti economici o addirittura di unità produttive stesse. La pianificazione decentrata è di solito tenuta in contrasto con la pianificazione centralizzata, in particolare con il modello sovietico, ed è stata proposta come base per il socialismo da consiliaristi, comunisti libertari, trockijsti, sindacalisti rivoluazionari e socialisti democratici a favore di una forma di socialismo non di mercato e in totale rifiuto del tipo sovietico di pianificazione.
La pianificazione decentrata può prendere forma sia nel contesto di un'economia mista sia in un sistema economico post-capitalista, e implica un processo decisionale democratico e partecipativo all'interno dell'economia e all'interno delle stesse imprese sotto forma di democrazia industriale. Forme informatiche di pianificazione economica democratica e di coordinamento tra imprese economiche sono state proposte anche da vari informatici ed economisti radicali. I sostenitori presentano la pianificazione economica decentrata e partecipativa come alternativa al socialismo di mercato per una società post-capitalista.
La struttura di un'economia pianificata decentrata è generalmente basata su un consiglio di consumatori e un consiglio di produttori (o congiuntamente, una cooperativa di distribuzione) che a volte viene chiamata cooperativa di consumatori. Produttori e consumatori, o i loro rappresentanti, negoziano la qualità e la quantità di ciò che deve essere prodotto. Questa struttura è centrale per il socialismo delle corporazioni, l'economia partecipativa e le teorie economiche legate all'anarchismo. Un tentativo (il cosiddetto "piano Meidner") in questo senso venne effettuato in Svezia durante il governo di Olof Palme nell'ambito della socialdemocrazia di modello nordico, ma fu abbandonato dopo il suo omicidio nel 1986.

#### PROUT e democrazia economica

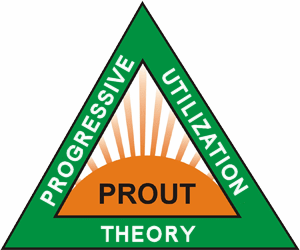
Progressive utilization theory logo

La PROUT, acronimo di Progressive Utilization Theory ("teoria dell'utilizzo progressista"), è stata concepita nel 1959 dal filosofo indiano Prabhat Ranjan Sarkar. Rappresenta forma di economia alternativa al capitalismo e alla pianificazione centrale, decentrata e cooperativa, non basata sul profitto immediato ma sul benessere collettivo e che non trascura l’incentivazione dei meriti degli individui. Secondo i sostenitori della PROUT, i mezzi di produzione devono appartenere ai lavoratori e lo sviluppo economico deve essere pianificato su base locale e non centrale.
Il modello di democrazia economica è stato rielaborato dal matematico e filosofo David Schweickar con le seguenti caratteristiche:
- Autogestione dei lavoratori: ogni azienda rappresenta una comunità indipendente dallo Stato e gestita dai lavoratori, responsabili del suo funzionamento, organizzando il lavoro, stabilendo la disciplina interna, le tecniche di produzione, la natura e la quantità della produzione e la forma di pre-distribuzione dei profitti. I lavoratori eleggono un consiglio che nomina la classe dirigente dell'azienda e supervisiona le decisioni più importanti. I dirigenti hanno un certo grado di autonomia e devono rispondere ai lavoratori. I profitti sono distribuiti equamente.
- Mercato regolato: Schweickar afferma che la pianificazione centralizzata non può funzionare per un'economia sofisticata e che il mercato è una componente vitale per il socialismo ma deve essere regolato e limitato a beni e servizi e non deve dominare il lavoro né il capitale. Lo Stato interviene nell'economia per risolvere i malfunzionamenti del mercato
- Controllo democratico degli investimenti per uno sviluppo razionale ed efficiente dell'economia: i fondi non vengono gestiti da singoli investitori privati ma dallo Stato che, dopo aver raccolto il denaro tramite un'imposta piatta sul capitale, investe direttamente nell'economia secondo un piano di sviluppo nazionale e regionale.

#### Democrazia inclusiva
La Democrazia Inclusiva (DI) dell'economista e filosofo greco Takis Fotopoulos prevede un sistema politico-economico socialista libertario volto alla creazione di una società egualitaria retta da una democrazia diretta di stampo ateniese, con un'economia basata sull'autogestione dei lavoratori e sulla pianificazione democratica e fortemente improntata sui principi dell'ecologia sociale. Fotopulos sostiene la creazione di istituzioni che garantiscano la proprietà comune delle risorse e dei mezzi di produzione e il loro controllo collettivo da parte delle assemblee locali. Il mercato è sostituito da istituzioni di controllo democratico dei mezzi di produzione per soddisfare i bisogni dei cittadini, mentre le fabbriche sono autogestite dai lavoratori.

#### Economia pianificata delle equivalenze
Tale modello, concepito dal sociologo e analista politico Heinz Dieterich Steffan, prevede la costruzione della società socialista basata sull’attuazione del principio di equivalenza, sulla democrazia partecipativa e sullo Stato non classista. Il principio di equivalenza afferma che il salario è uguale al tempo di lavoro, i prezzi sono equivalenti al valore e contengono l’assoluta equivalenza del lavoro incorporato nei beni. Di conseguenza i prezzi non sono regolati dalla domanda e dall'offerta e l'economia di mercato cessa di esistere. Inizialmente, secondo Steffan, il tipo di proprietà dei mezzi di produzione non è rilevante ma quando prevarrà l'economia delle equivalenze, scomparirà la proprietà privata dei mezzi di produzione.

#### Socialismo democratico pianificato
Secondo l'economista dell'Università dello Utah Al Campbell, il progresso verso una società socialista necessità della nazionalizzazione dei mezzi di produzione e dell’interazione sociale democratica che consente alle persone di controllare consapevolmente e collettivamente le istituzioni di cui fanno parte, stabilendo come impiegare le risorse a disposizione, dove investire, cosa e quanto produrre. Il governo o i consigli d'amministrazione, eletti democraticamente, si occupano delle questioni che necessitano di un'attenzione a livello centrale per raggiungere risultato socialmente ottimale, mentre le decisioni richiedenti informazioni dettagliate e locali sono affidate a organi decentralizzati come i consigli operai.

#### Coordinamento negoziato
L'economista Pat Devine ha ideato un modello di pianificazione economica decentrata chiamato "coordinamento negoziato" che si basa sulla proprietà sociale dei mezzi di produzione da parte di coloro che sono interessati dall'uso dei beni coinvolti, con l'allocazione di beni di consumo e di capitale effettuata attraverso una forma partecipativa di decisione da parte di coloro che si trovano al livello di produzione più localizzato. Inoltre, le organizzazioni che utilizzano la modularità nei loro processi di produzione possono distribuire il processo di risoluzione dei problemi e il processo decisionale.

#### Economia partecipativa
L'economia partecipativa o parecon è stata proposta dall'attivista e teorico politico Michael Albert e dall'economista radicale Robin Hahnel. Essa utilizza il processo decisionale partecipativo come meccanismo economico per guidare la produzione, il consumo e l'allocazione di risorse in una data società. Gli organi decisionali sono i consigli dei lavoratori e i consigli dei consumatori, rispettivamente riuniti in un sistema crescente di consigli e federazioni. I mezzi di produzione non sono di proprietà privata ma della società.

#### Pianificazione computerizzata
L'utilizzo dei computer per coordinare la produzione in modo ottimale è stato variamente proposto per le economie socialiste. L'economista polacco Oskar Lange (1904-1965) affermò che il computer è più efficiente del processo di mercato nel risolvere la moltitudine di equazioni simultanee necessarie per allocare gli input economici in modo efficiente, sia in termini di quantità fisiche che di prezzi monetari.
Nel 1959 Anatolij Kitov propose un sistema informatico distribuito (Progetto "Libro rosso", in russo Красная книга?) con un accento sulla gestione dell'economia sovietica tramite il sistema OGAS. L'opposizione del ministero della difesa portò alla chiusura del programma di Kitov.
Nel 1971 l'amministrazione socialista cilena di Salvador Allende lanciò il Progetto Cybersyn volto alla creazione di un sistema di supporto decisionale distribuito per l'economia tramite la creazione di una rete di macchine telex per consentire la comunicazione di dati economici tra aziende e governo. I dati raccolti venivano anche inseriti in un programma per simulare l'economia al computer e fare previsioni. Fu costruita una sala di controllo per l'osservazione e la gestione in tempo reale dell'economia complessiva. Il prototipo del progetto ebbe risultati promettenti quando fu utilizzata per reindirizzare le forniture durante lo sciopero dei camionisti, ma nel 1973 il colpo di stato di Augusto Pinochet, appoggiato dalla CIA portò alla chiusura del programma e all'introduzione di un'economia neoliberista.
Nel libro Towards a New Socialism (1993), l'informatico Paul Cockshott dell'Università di Glasgow e l'economista Allin Cottrell della Wake Forest University affermano di dimostrare come sia possibile realizzare, sulla base della moderna tecnologia informatica, un'economia pianificata democratica, economicamente più stabile delle economie di libero mercato e anche moralmente più desiderabile.

## Critiche

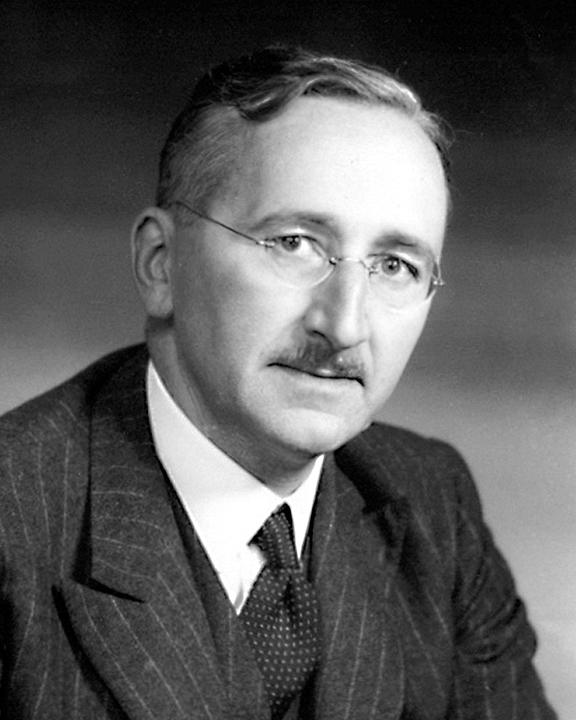
Friedrich August von Hayek.

I critici delle economie pianificate sostengono che i pianificatori non possono rilevare le preferenze di tutti i consumatori, le carenze e le eccedenze con sufficiente precisione e quindi non possono coordinare in modo efficiente la produzione. Senza un sistema libero di prezzi, i pianificatori dovrebbero gestire un numero elevato d’informazioni tuttavia sempre carente e insufficiente per risolvere le equazioni matematiche necessarie in un tempo ragionevole. La mancanza di informazioni è stata in particolare descritta dagli economisti liberali Ludwig von Mises e Friedrich Hayek, che si sono riferiti ad aspetti sottilmente distinti del problema rispettivamente come problema del calcolo economico e problema della conoscenza locale.
Mentre Mises evidenziò come base teorica di un'economia di mercato la teoria del valore soggettivo mentre attaccava la teoria del valore-lavoro, Hayek affermò che l'unico modo per soddisfare gli individui, che hanno una gerarchia di bisogni in costante cambiamento e sono gli unici a possedere le loro particolari circostanze individuali, consiste nel consentire a coloro che hanno la maggiore conoscenza dei propri bisogni di utilizzare le proprie risorse in un mercato concorrenziale per soddisfare le esigenze della maggior parte dei consumatori nel modo più efficiente. Questo fenomeno è riconosciuto come ordine spontaneo. Inoltre, l'errata allocazione delle risorse risulterebbe naturale a causa del reindirizzamento del capitale lontano da individui con conoscenza diretta e aggirandolo in mercati in cui un monopolio coercitivo influenza il comportamento, ignorando i segnali del mercato. Secondo Tibor Machan, "[senza] un mercato in cui le allocazioni possono essere fatte in obbedienza alla legge della domanda e dell'offerta, è difficile o impossibile incanalare le risorse rispetto alle reali preferenze e obiettivi umani".

### Critiche alle economie pianificate centralmente
Il rivoluzionario Lev Trockij criticò la pianificazione centrale stalinista affermando che coloro che erano in cima alla catena di comando, indipendentemente dalla loro capacità intellettuale, operassero senza l'input e la partecipazione dei milioni di persone che partecipano all'economia e che capiscono/rispondono alle condizioni locali e ai cambiamenti nell'economia. Pertanto, il governo non sarebbe stato in grado di coordinare efficacemente tutte le attività economiche.
Negli anni cinquanta e sessanta, gli economisti statunitensi e dell'Europa orientale scoprirono che, contrariamente alle aspettative di entrambi i gruppi, le economie centralizzate avevano mostrato maggiori fluttuazioni nella produzione rispetto alle economie di mercato durante lo stesso periodo.
L'economista socialista Robin Hahnel osserva che anche se la pianificazione centrale superasse le sue intrinseche inibizioni di incentivi e innovazione, non sarebbe comunque in grado di massimizzare la democrazia economica e l'autogestione, che ritiene siano concetti che sono intellettualmente più coerenti e giusti rispetto alle nozioni tradizionali di libertà economica. Inoltre, Hahnel afferma:
Secondo alcuni studiosi, il concetto di gestione burocratica e centrale dell'economia pianificata va contro la concezione marxista della pianificazione consapevole.
I critici socialisti democratici sostengono che le economie pianificate centralmente fossero autoritarie o antidemocratiche.